# Iyoas I
Iyoas I, död 14 maj 1769, var kejsare av Etiopien mellan 1755 och 1769.